# Drosophila pilocornuta
Drosophila pilocornuta är en tvåvingeart som beskrevs av Lachaise och Chassagnard 2001. Drosophila pilocornuta ingår i släktet Drosophila och familjen daggflugor.
Artens utbredningsområde är Tanzania.